# Wardrobing
Wardrobing es una práctica que consiste en comprar un artículo (en general una prenda de ropa), usarla y devolverla a la tienda en la que se adquirió el artículo para recobrar el dinero del pago. Es decir se trata de una práctica para utilizar en forma gratuita artículos de todo tipo.
Es frecuente encontrar este tipo de práctica con ropa cara, aunque también se lleva a cabo con otros artículos como herramientas, equipos electrónicos y hasta ordenadores.

## Ejemplos
Es posible que uno de los ejemplos que hayan tenido más notoriedad en los medios de comunicación provenga de la película My Date With Drew, filme enteramente grabada en una cámara "wardrobed". El director de la película compró una cámara en una tienda de la cadena Circuit City, la utilizó durante 30 días para realizar el film y luego devolvió la cámara a dicho establecimiento obteniendo la totalidad del precio pagado por la cámara.